# 그랜드 판타지아
그랜드 판타지아는 대규모 다중 사용자 온라인 롤플레잉 게임이다. 일본, 중화민국 등에서 먼저 오픈하였으며, 2010년 3월 5일 클로즈베타를 시작으로 3월 31일 정식으로 대한민국에 출시되었다. 정식한 날 동시접속자가 만 명이 되어 화제가 된적이 있다. 또한, 투니랜드와 제휴를 맺어 채널링 서비스 시작하였으며, 두 회사는 게임 운영 및 마케팅 등 상호 지원 및 협력하기로 하였다.

## 발자취
- 2010년 2월 17일 - 정식 사이트[깨진 링크(과거 내용 찾기)] 오픈 및 프로모션 비디오 공개[4]
- 2010년 2월 24일 - 게임 상의 주요 도시와 던전 공개[5]
- 2010년 3월 5일 ~ 3월 9일 - 클로즈베타 시작[6]
- 2010년 3월 31일 - 정식 서비스 시작[7]